# Burlacea Balka, Odesa
Burlacea Balka (în ucraineană Бурлача Балка, în germană Lustdorf) este un sat în comună Ciornomorsk, regiunea Odesa, Ucraina, formată numai din satul de reședință. Satul a fost locuit de germanii pontici. Aceștia proveneau din Württemberg și au fondat satul în 1805.

## Demografie
Componența lingvistică a comunei Burlacea Balka
     Ucraineană (83,07%)
     Rusă (15,05%)
     Alte limbi (1,03%)
Conform recensământului din 2001, majoritatea populației comunei Burlacea Balka era vorbitoare de ucraineană (83,07%), existând în minoritate și vorbitori de rusă (15,05%).